# Ophidiaster kermadecensis
Ophidiaster kermadecensis är en sjöstjärneart som beskrevs av Benham 1911. Ophidiaster kermadecensis ingår i släktet Ophidiaster och familjen Ophidiasteridae.
Artens utbredningsområde är havet kring Nya Zeeland. Inga underarter finns listade i Catalogue of Life.